# Наумов, Алексей Александрович (физик)
Алексе́й Алекса́ндрович Нау́мов (27 января 1916, Петроград — 22 ноября 1985, Протвино, Московская область) — российский физик, член-корреспондент АН СССР (1964).

## Биография
Окончил с отличием Московский институт инженеров связи (1942). Во время Великой Отечественной войны служил радиоинженером.
В 1945—1959 работал в Лаборатории № 2 АН СССР (позднее — Институт атомной энергии им. И. В. Курчатова). Участник создания циклотронов. В 1953 году в составе группы учёных стал лауреатом Сталинской премии.
В 1959—1966 заместитель директора по науке в Институте ядерной физики Сибирского отделения АН СССР (Новосибирск). Совместно с Г. И. Будкером руководил созданием первых в СССР ускорителей на встречных пучках (Ленинская премия, 1967).
С 1966 года заместитель директора по науке Института физики высоких энергий. Принимал участие во введении в строй Серпуховского протонного ускорителя на энергию пучка 76 ГэВ.
За работу по встречным пучкам в 1961 году присуждена учёная степень доктора технических наук. В 1964 г. избран членом-корреспондентом АН СССР.

## Награды и премии
Награждён орденом Ленина, двумя орденами Трудового Красного Знамени, орденом «Знак Почёта», медалями.